# Libertadfängelsets minnesplats
Libertadfängelsets minnesplats är ett monument till minne av det historiska militärfängelset Libertad och de 2872 politiska fångar som hölls där mellan åren 1972–1985, före och under militärdiktaturen i Uruguay. Monumentet är beläget i utkanten av staden Libertad, i departementet San José. Fängelset byggdes specifikt för ändamålet att internera politiska fångar och var under stora delar av militärdiktaturen fullt belagt, med psykisk och fysisk tortyr som vanliga inslag i interneringen. Förutom fångarna och offren för tortyren tillägnas monumentet även familjemedlemmar och anhöriga till fångarna, som många gånger pendlade långa vägar för att besöka sina fängslade anhöriga, samt invånarna i staden Libertad, som ”led under 13 år av så kallad ’krigszon’ på grund av närheten till fängelset."
Monumentet invigdes 15 maj 2018 av landets dåvarande kulturminister María Julia Muñoz och president Tabaré Vázquez.

## Tillkomst och utformning
Initiativet till ett monument presenterades 2016 av CRYSOL, en förening för före detta politiska fångar i Uruguay, i samarbete med en rad politiska och sociala organisationer. Dessa fick senare stöd av kultur- och konstmyndigheter, varpå konstruktionen av monumentet kunde inledas 8 september 2017, i utkanten av Libertad och nära det ännu existerande fängelset.
Monumentet är utformat av arkitekterna Raquel Lejtreger och Javier Olascoaga, vilka själva är barn till tidigare fångar i Libertadfängelset, med tekniska bidrag från ingenjören Ernesto Lejtreger och arkitekten Valeria Rohrer. Minnesplatsen är belägen vid väg som går från Montevideo och som passerar staden Libertad, och markerar den plats varifrån anhöriga fick gå ungefär en kilometer till fots för att besöka sina familjemedlemmar i fängelset. Verket består av ett flertal delar:
1. Dörren. En femton meter hög port av armerad betong vetter bort från fängelset, med vidöppen dörr och ett smalt fönster som tillåter betraktaren att se utsikten på andra sidan. På dörren finns namnen på de 2872 fångarna tryckta i betongen.
2. Vägen. Påminner om vägen som anhöriga till fångarna tillryggalade för sina återkommande besök hos fängslade familjemedlemmar.
3. Bänken. En enda lång bänk som ska mana till kollektiv handling, kontemplation och diskussion.
4. Skogen. En plantering av cina-cina-träd, ett i landet inhemskt, blommande träd.
5. Minnesmärkena. En serie betongskulpturer utplacerade i anslutning till monumentet, vilka återfinns såväl här som på andra platser i landet. Så kallade minnesmärken (Marcas de la memoria), ibland kallade motståndsmärken, är svampformade skulpturer som förbipasserande ska kunna sitta på, och som ska påminna om det politiska motståndet under den illegitima statsutövningen och militärdiktaturen i landet mellan åren 1968–1985.[5]

## Bilder

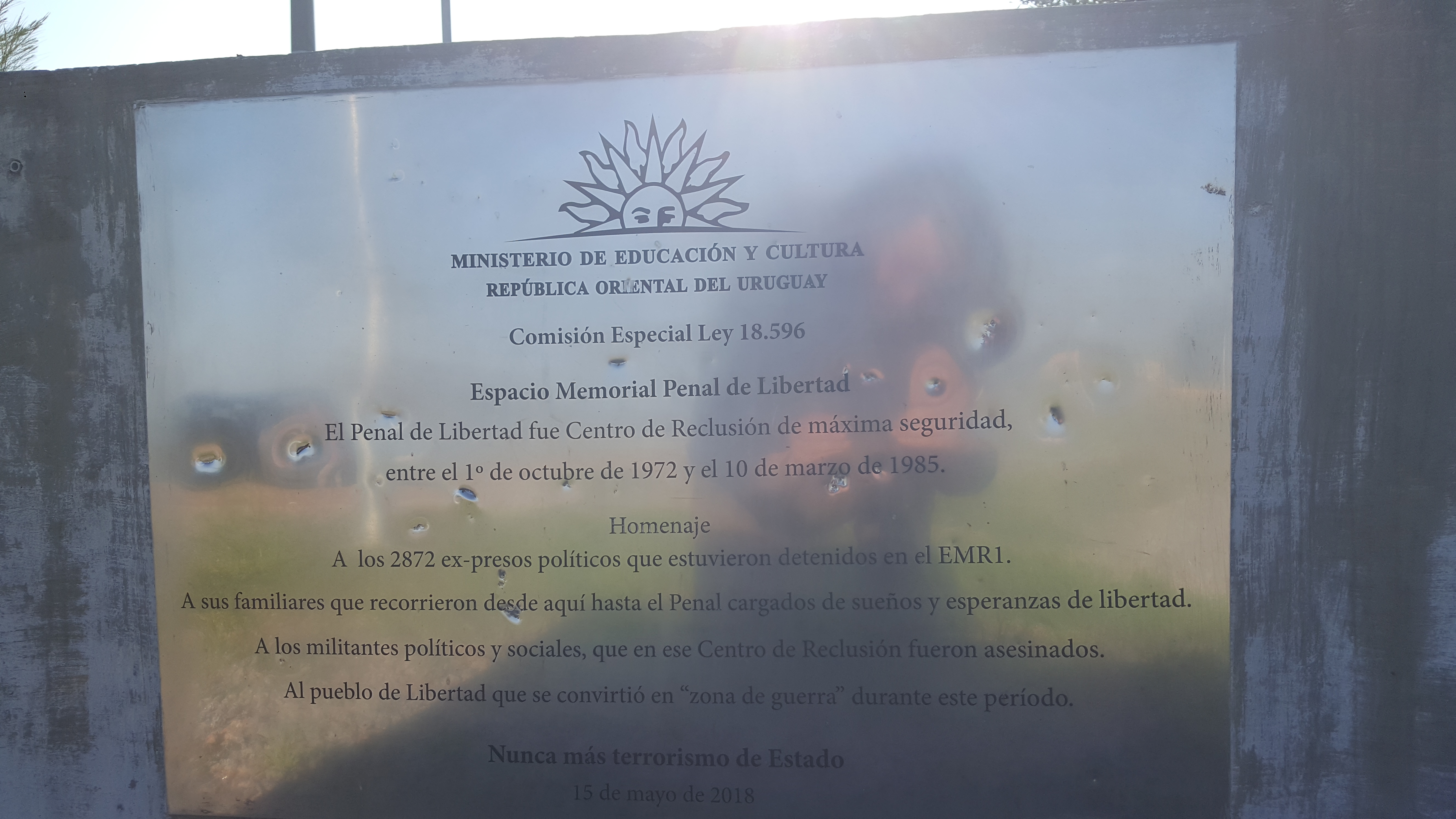
Plakett till minnesplatsen.
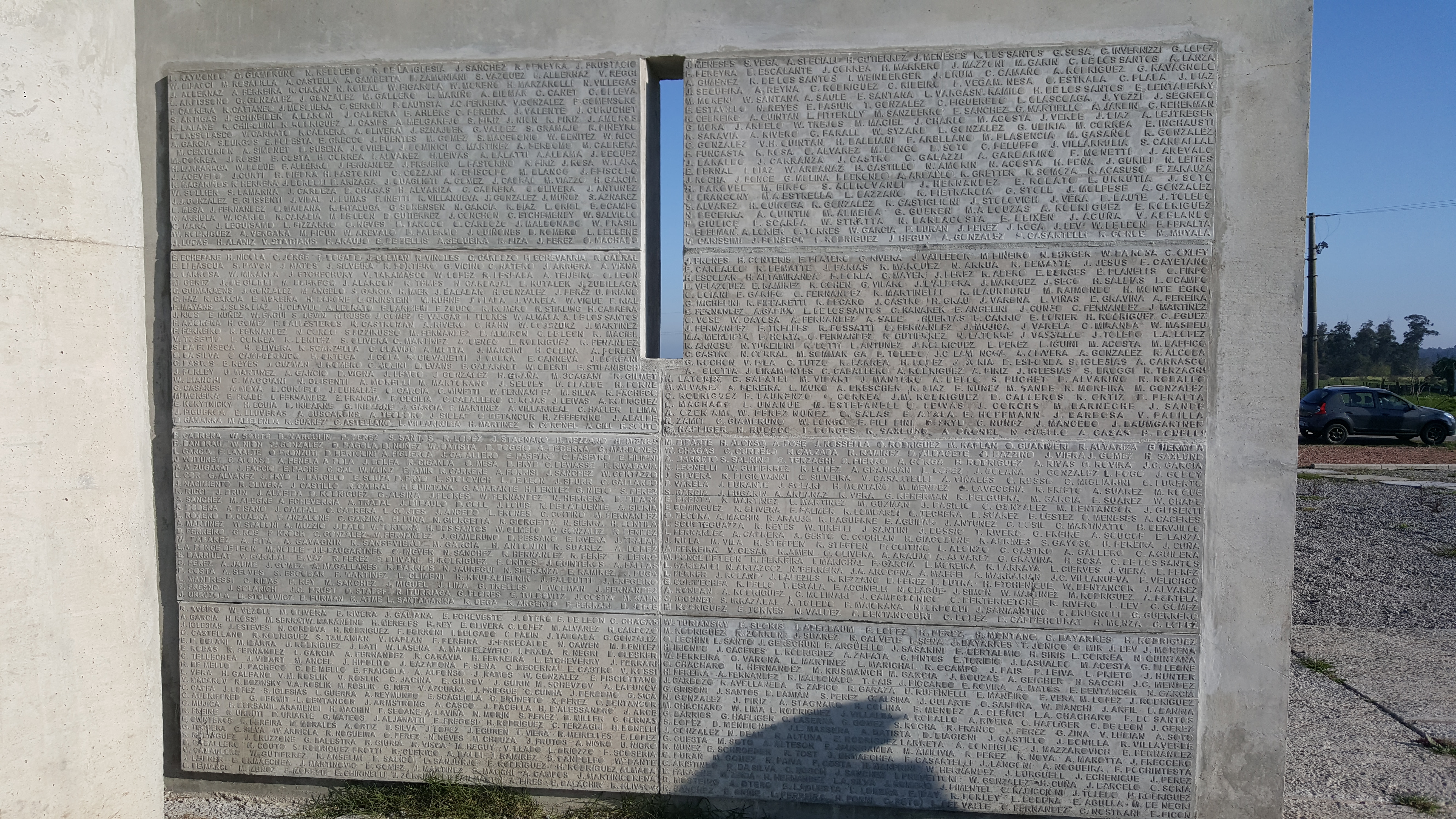
Dörren till monumentet, med namnen på politiska fångar tryckt i betongen.

Till minnesplatsen hör en plakett, där texten i översättning lyder:
Libertadfängelset fungerade som institution av högsta säkerhetsklass, mellan 1 oktober 1972 och 10 mars 1985.

Till minne

av de 2872 före detta politiska fångar som satt frihetsberövade på EMR1. [Historisk officiell akronym för Libertadfängelset]

av de familjemedlemmar som vandrade från denna plats till fängelset, lastade med drömmar om hopp och frihet.

av de politiska och sociala aktivister som mördades på detta fängelse.

av befolkningen i Libertad, som under denna period omvandlades till en "krigszon."

Aldrig mer statsterrorism.